# دیوان عالی خلق
دیوان عالی خلق جمهوری خلق چین (به چینی: 中华人民共和国最高人民法院) یا دیوان عالی خلق ارگان قضایی ارشد و عالی‌ترین دادگاه جمهوری خلق چین می‌باشد که مسئول رسیدگی به درخواست‌های دادگاه‌های عالی خلق و پرونده‌های مربوط به موضوعات مهم ملی است. رأی دیوان عالی خلق قطعی می‌باشد و قابل تجدیدنظر نیست.
بر اساس قانون اساسی چین، دیوان عالی خلق در برابر کنگره ملی خلق پاسخگو است که مانع از عملکرد دادگاه به‌طور جداگانه و مستقل از ساختار دولتی می‌شود. این دیوان حدود ۴۰۰ قاضی و بیش از ۶۰۰ پرسنل اداری دارد.
دیوان عالی خلق متشکل از رئیس دیوان عالی خلق که توسط کنگره ملی خلق منصوب می‌شود، معاونان رئیس، اعضای کمیته قضایی، قضات ارشد، معاونان رئیس قضات و قضاتی است که توسط کمیته دائمی کنگره ملی خلق منصوب می‌شوند.
دیوان عالی خلق به‌عنوان عالی‌ترین دادگاه برای جمهوری خلق چین و همچنین برای پرونده‌هایی که توسط دفتر حفاظت امنیت ملی در هنگ کنگ بررسی می‌شود، عمل می‌کند. مناطق اداری ویژه هنگ کنگ و ماکائو به ترتیب بر اساس سنت‌های حقوق عمومی بریتانیا و سنت‌های قانون مدنی پرتغال دارای سیستم‌های قضایی جداگانه هستند و خارج از صلاحیت دیوان عالی خلق هستند.

## پیشینه
دیوان عالی خلق در ۲۲ اکتبر ۱۹۴۹ تأسیس شد و در نوامبر ۱۹۵۰ شروع به کار کرد. اوایل حداقل چهار نفر از اعضای رهبری دیوان اول سابقه حقوقی نداشتند و بیشتر کارکنان ارتش بودند.
وظایف دیوان برای اولین بار در قانون اساسی چین نسخه ۱۹۵۴ بیان شد که تصریح می‌کند دادگاه دارای قدرت قضاوت مستقل است و به کنگره ملی خلق پاسخگو می‌باشد.
در جریان انقلاب فرهنگی، قانون اساسی ۱۹۷۵ ماده استقلال در اتخاذ تصمیم پرونده‌ها را حذف کرد و آن‌ها را ملزم می‌کرد به کمیته‌های انقلاب گزارش دهند. اکثر کارکنان دربار به روستا فرستاده شدند و ارتش آزادیبخش خلق دربار را از سال ۱۹۶۸ تا ۱۹۷۳ اشغال کرد.
پس از پایان انقلاب فرهنگی در سال ۱۹۷۶، دیوان عالی خلق به‌دلیل آزادسازی اقتصادی چین تحت رهبر جدید دنگ شیائوپینگ، شروع به تمرکز بر موضوعات حقوقی، به ویژه موارد مرتبط با حقوق مدنی و تجاری کرد. با اصلاحیه سال ۱۹۸۲ که صراحتاً بیان می‌کند قضاوت دادگاه‌ها نمی‌تواند تحت تأثیر ارگان‌های اداری، سازمان‌های اجتماعی و افراد قرار گیرد، قدرت مستقل داوری پرونده‌ها به قانون اساسی بازگشت.
در سال ۲۰۰۵، دیوان عالی خلق قصد خود را برای «اعاده اختیارات برای تأیید مجازات اعدام» به‌دلیل نگرانی در مورد «کیفیت صدو حکم» را اعلام کرد و کنگره ملی خلق رسماً قانون ارگانی در مورد دادگاه‌های خلق را تغییر داد تا تمامی احکام اعدام را ملزم کند که در ۳۱ اکتبر ۲۰۰۶ توسط دیوان عالی خلق تأیید شود. یک گزارش در سال ۲۰۰۸ نشان داد که از زمان فرآیند بررسی جدید، دیوان ۱۵ درصد از احکام اعدام را که توسط دادگاه‌های بدوی صادر شده بود رد کرده‌است.
در سال ۲۰۱۳، دیوان لیست سیاه بدهکاران را با تقریباً سی‌و‌دو هزار نام آغاز کرد. از آن زمان این فهرست اولین گام به سوی یک سیستم ملی اعتبار اجتماعی توسط رسانه‌های دولتی توصیف شده‌است.
در ۱ ژانویه ۲۰۱۹، دادگاه مالکیت معنوی دیوان عالی خلق برای بررسی کلیه جلسات رسیدگی به پرونده‌های بدوی در دادگاه‌های مالکیت معنوی تأسیس شد.

## وظایف

### قضاوت
دیوان عالی خلق صلاحیت اصلی خود را در مورد پرونده‌هایی که به موجب قوانین و مقررات نزد دیوان قرار می‌گیرد و مواردی که دیوان در صلاحیت خود بداند اعمال می‌کند. همچنین تجدیدنظر یا اعتراض به تصمیمات محاکمه یا احکام دادگاه‌های عالی خلق و دادگاه‌های ویژه خلق و همچنین تجدیدنظرخواهی از احکام دادگاهی که توسط دادستانی عالی خلق مطابق تشریفات نظارت بر محاکمات تسلیم شده‌است را بررسی می‌کند. هنگامی که دیوان اشتباهاتی را در احکام و احکام دادگاه‌های بدوی که قبلاً اجرا شده‌است کشف کند، دادگاه بدوی را برای رسیدگی مجدد به آن منصوب می‌کند.
دیوان همچنین احکام اعدام و احکام اعدام تعلیقی صادر شده توسط دادگاه‌های بدوی را تأیید می‌کند. همچنین احکام جرایمی را که به‌طور خاص در قانون جزا پیش‌بینی نشده‌است، تصویب می‌کند.

### تفسیر حقوقی
دیوان کاربرد قوانین را در موارد خاص در طول یک محاکمه توضیح می‌دهد. جزئیات بیشتر در مورد این توسط ژو کیو آنگ شرح داده شده‌است:
پاسخ درخواست یک مورد خاص است. نیروی الزام آور قانونی آن محدود به خود پرونده است و اثر حقوقی جهانی ندارد. در سایر موارد، قاضی نمی‌تواند مستقیماً پاسخ فوق را مبنای قضاوت قرار دهد. برای اسنادی که کارایی جهانی دارند و دادگاه‌ها را در همه سطوح راهنمایی می‌کنند، دیوان عالی خلق عموماً آن را به صورت تفسیر قضایی منتشر می‌کند و می‌تواند در روزنامه‌ها و اینترنت استعلام کند.

### نظارت بر دادگاه‌های بدوی
دیوان عالی خلق همچنین وظیفه نظارت بر قضاوت دادگاه‌های بدوی و دادگاه‌های تخصصی را بر عهده دارد.